# Свинцовый туман
«Свинцовый туман» — российская рок-группа, основанная в 1988 году в Москве. Начиная с 1983 года, студенты Московского автодорожного института Дмитрий Нестеров (клавишные, вокал), Александр Блохин (ударные), Олег Белов (гитара), Марат Бекметов (гитара) и Андрей Верняковский (бас-гитара) играли в студенческом ВИА при родном институте.
Свой стиль группа позиционировала как «новая гитарная музыка». Значительное влияние на формирование эстетики группы оказало творчество английских поэтов-романтиков. В основе многих песен, написанных Нестеровым («Навсегда», «Прощай», «О, если…» и др.), лежат стихотворения Джорджа Гордона Байрона. В 1988 появилось название «Свинцовый туман». В 1990 году состоялся первый заграничный клубный тур по городам Ирландии и Шотландии, в рамках которого группа дала 16 концертов. Музыкантов заметил продюсер Брюс Финдлей (Simple Minds), и в 1991 по его рекомендации группа была приглашена в Будапешт на международную ярмарку ведущих фирм звукозаписи. В 1994 году был издан первый альбом группы «Безумный мир», состоящий из записей 1991—1992 годов. В 1993 совместно с режиссёром Романом Прыгуновым и оператором Владом Опельянцем группой был снят первый экологический видеоролик «Берегите зелень», а в 1994 при поддержке агентства «Турне» и компании Indie Records организовано движение музыкантов за экологию в поп-музыке. Программный лозунг движения — выступление без фонограмм. Сняты видеоклипы на многие песни, в том числе: «Прощай», «Навсегда» (1994), «О, если» (1995), «Ушла любовь» (1996), «Я знаю» (1997) и на две инструментальные композиции — «Стансы» (1996), «Новости» (1997). Клип «Навсегда» получил 1 место на фестивале видеоклипов «Поколение-94» в номинации «лучший кадр».
В 1996 «Свинцовый туман» совместно с московскими группами «Экзэ» и «Кошки Нельсона» организовали движение «2000 % живой энергии», целью которого является помощь начинающим коллективам, играющим новую гитарную музыку. Участниками движения стали группы из многих городов России, такие как Томас, Танцы Минус, Эдипов Комплекс и др. В 1996 г. был издан первый диск «2000 % живой энергии», а в 1997 г. Дмитрий Нестеров создал в рамках студии «Союз» лейбл Indie Records, на котором в том же году был выпущен второй и третий сборный альбом «2000 % живой энергии». В них вошли работы многих молодых коллективов. В том же году группой был записан материал для нового альбома «Зима».
В 2001 группа издала одноимённый сборник лучших песен, дополненный новой песней «Снегурочка» и симфонической версией хита «О, если…» (записана с Московским международным симфоническим оркестром п/у К. Кримца). Диск включает песни на собственные стихи и стихи Д. Байрона, В. Шекспира (в «Я пишу письмо…» среди авторов поэтической части лидер группы «Ключи» Тимур Валеев).
В 2014 году группа выступила на фестивале «Нашествие» на сцене «Наше 2.0».
В 2015 году группа выпускает «немецкий альбом» под названием «Я снова свой» на лейбле «USSURI MUSIC». Критики приняли альбом довольно прохладно, отмечая отсутствие в нём новизны и приверженность Нестерова к «неработающим сегодня клише».
Песня «Я знаю» вышла саундтреком к фильму «Любовь в большом городе», а песня «О, если...» звучит саундтреком в фильме «Любовь в большом городе 2».

## Дискография
Студийные альбомы
- 1994 — Безумный мир
- 1995 — Безумный ветер
- 1997 — Зима
- 2015 — Я снова свой

Мини-альбомы
- 2021 — Тает снег

Сборники
- 2001 — Свинцовый туман